# Діброва (Богородчанська селищна громада)
Дібро́ва — село в Івано-Франківському районі Івано-Франківської області. Входить до складу Богородчанської селищної громади.
Біля села розташований дендропарк «Діброва».

## Історія
У книзі Д. Г. Бучка «Походження назв населених пунктів Покуття» (1990), згадується, що Діброва, це хутір, який належав до села Ляхівці (нині Підгір'я).
У 1900 році мав 4 господарства та 48 мешканців.
Назва походить від апелятива Діброва — «листяний ліс на родючих ґрунтах, у якому переважає дуб».

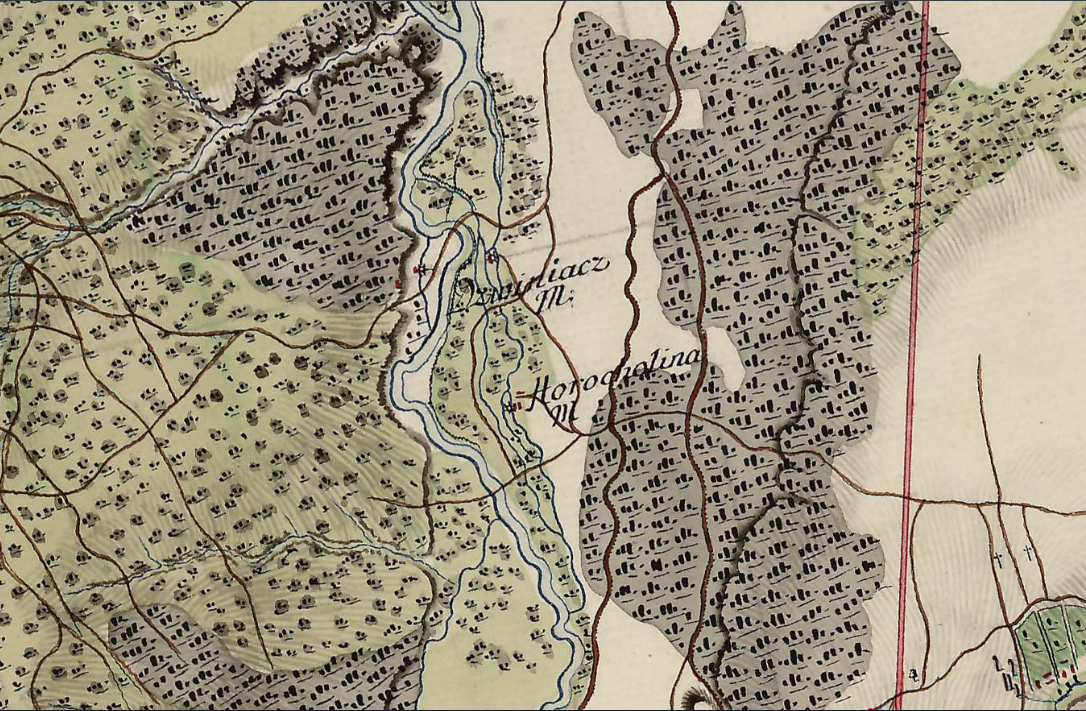
На мапі Фрідріха фон Міґа 1779–1783 рр. на місті сучасного села були хутори «Дзвиняч» та «Горохолина».

## Населення

### Мова
| Мова       | Кількість | Відсоток |
| ---------- | --------- | -------- |
| українська | 240       | 100 %    |
| Усього     | 240       | 100 %    |